# Партизанский сельсовет (Партизанский район)
Партизанский сельсовет - сельское поселение в Партизанском районе Красноярского края.
Административный центр — село Партизанское.

## История
Статус и границы сельского поселения установлены Законом Красноярского края от 18 февраля 2005 года № 13-3046 «Об установлении границ и наделении соответствующим статусом муниципального образования Партизанский район и находящихся в его границах иных муниципальных образований»

## Население
| 2010 | 2012  | 2013  | 2014  | 2015  | 2016  | 2017  |
| ---- | ----- | ----- | ----- | ----- | ----- | ----- |
| 3571 | ↗3580 | →3580 | ↘3523 | ↘3489 | ↗3524 | ↘3452 |

## Состав сельского поселения
В состав сельского поселения входят 2 населённых пункта:
| № | Населённый пункт | Тип населённого пункта       | Население |
| - | ---------------- | ---------------------------- | --------- |
| 1 | Крестьянское     | деревня                      | 46        |
| 2 | Партизанское     | село, административный центр | ↘3525     |

## Местное самоуправление
Партизанский сельский Совет депутатов
Дата избрания: 17.06.2012. Срок полномочий: 5 лет. Количество депутатов: 13
Глава муниципального образования
- Емельянов Альберт Иванович. Дата избрания: 17.06.2012. Срок полномочий: 5 лет